# Quellhalden-Goldeule

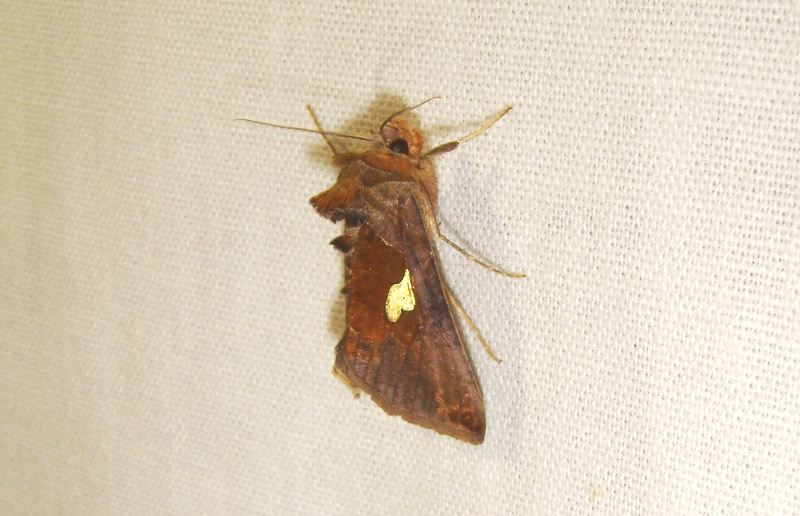
Quellhalden-Goldeule in Ruhestellung

Die Quellhalden-Goldeule (Autographa bractea), auch als Silberblatt-Goldeule oder  Braune Silberfleck-Höckereule bezeichnet, ist ein Schmetterling (Nachtfalter) aus der Unterfamilie der Plusiinae innerhalb der Eulenfalter (Noctuidae).

## Merkmale

### Falter
Die Falter zählen mit einer Flügelspannweite von 44 bis 50 Millimetern zu den relativ großen Arten aus der Unterfamilie der Goldeulen. Die Vorderflügel sind dunkelbraun bis violettbraun gefärbt, die Querlinien undeutlich. Eine glänzend golden schimmernde, tropfenförmige Makel, die gegen den Vorderrand durch die Mittelader gerade abgeschnitten wird, ist charakteristisch für die Art. Exemplare mit silberner statt goldener Makel werden als  f. argentea  bezeichnet und haben dann eine gewisse Ähnlichkeit mit der Habichtskraut-Silbereule (Autographa aemula). Die Hinterflügel sind gelblichbraun gefärbt und haben einen leicht verdunkelten Außensaum. Am Kopf der Falter befindet sich ein dichtes Haarbüschel. Der Körper ist pelzig behaart und besitzt weitere kleinere Haarbüschel.

### Ei, Raupe, Puppe
Das grünlichgelbe Ei hat eine halbkugelige Form und ist mit schwach ausgebildeten Rippen versehen.
Die Raupen sind graugrün gefärbt. Sie haben eine dünne, weiße Rückenlinie, gelbliche Seitenstreifen, weiße Punktwarzen mit langen Haaren und rote Stigmen.
Von der schwarzbraun gefärbten Puppe heben sich die grünen Flügelscheiden ab.

### Ähnliche Arten
- Bei Autographa excelsa ist die tropfenförmige Makel kleiner und runder ausgestaltet, und auf den Hinterflügeln befindet sich eine dunkle Mittellinie.
- Die Habichtskraut-Silbereule (Autographa aemula) zeigt außer der silbernen Tropfenmakel auch ein deutlich verdunkeltes Feld nahe am Apex.

## Synonyme
- Plusia bractea[2]
- Phytometra bractea[2]

## Geographische Verbreitung und Vorkommen
Die Quellhalden-Goldeule ist in Mitteleuropa verbreitet, vor allem in bergigen Gebieten.
In den letzten Jahren hat sie ihr Verbreitungsgebiet ausgedehnt und sie wandert auch gelegentlich. In den Alpen ist sie bis auf eine Höhe von 2600 Metern anzutreffen, höhere Mittelgebirgslagen sind jedoch ihr Hauptvorkommensgebiet. Im Osten ist die Art bis Zentral-Asien zu finden. Sie bevorzugt feuchte Gegenden, wie zum Beispiel Moorwiesen, Bach- und Flussufergebiete, Auen, Wiesentäler und feuchte Waldränder.

## Lebensweise und Entwicklung
Die Falter sind tag-, dämmerungs- und nachtaktiv. Sie fliegen künstliche Lichtquellen an und können am Tage beim Saugen an den Blüten von Wald-Ziest (Stachys sylvatica), Gewöhnlichem Seifenkraut (Saponaria officinalis) oder Nelkenarten (Dianthus) beobachtet werden. Die Weibchen legen die Eier an der Futterpflanze ab, aus denen im Herbst die Raupen schlüpfen. Als Nahrungsquelle dienen die Blätter einer Vielzahl von niedrigen Pflanzen, wie zum Beispiel:
- Habichtskraut (Hieracium)
- Huflattich (Tussilago farfara)
- Wegerich (Plantago )
- Sumpf-Pippau (Crepis paludosa)
- Löwenzahn (Taraxacum)
- Brennnessel (Urtica)
- Taubnessel (Laminum)
- Ziest (Stachys)
- Wasserdost (Eupatorium cannabinum)

Die Raupen überwintern und verpuppen sich überwiegend im Juni des folgenden Jahres. Die Falter fliegen von Juni bis August, in höheren Lagen auch noch bis September.

## Gefährdung
Die Art tritt in Deutschland je nach Region in sehr unterschiedlicher Anzahl auf, ist gebietsweise selten, wird auf der Roten Liste gefährdeter Arten aber nicht als gefährdet geführt.